# Monique DeMoan
Monique DeMoan, née le 11 août 1973 à Los Angeles, est une actrice pornographique américaine.

## Récompenses
- 2000 AVN Award nomination  Best All-Girl Sex Scene - Nasty Girls 20
- 2001 AVN Award nomination  Best All-Girl Sex Scene - New Wave Hookers 6 (avec Kiki Daire et Ryan Conner)

## Filmographie sélective
- 1993 : More Dirty Debutantes 23
- 1994 : Wild Thing
- 1995 : Anal Glamour Girls
- 1996 : No Man's Land 14
- 1997 : No Man's Land 17
- 1997 : No Man's Land 20
- 1998 : Sin-a-matic 4
- 1999 : No Man's Land 27
- 2000 : No Man's Land 31
- 2000 : New Wave Hookers 6
- 2001 : Girl's Affair 58
- 2002 : Woman to Woman 1
- 2003 : Gorgeous Talls
- 2004 : Peaches
- 2005 : Muy Caliente
- 2007 : Lesbian Take Down 3
- 2008 : All Girl Penetration of Kandi Hart
- 2014 : Assault on the Rectum 28